# Carlo Carli (politico 1945)
Carlo Carli (Pietrasanta, 13 dicembre 1945) è un politico italiano, esponente del Partito Democratico.

## Biografia
Carlo Carli frequenta e si diploma dall'Istituto Statale d'Arte (oggi Liceo Artistico ) "Stagio Stagi " di Pietrasanta (LU). Prosegue i suoi studi in campo artistico diplomandosi al Magistero d'Arte di Firenze, all'Istituto di Porta Romana,  e nella stessa città frequenta poi l'Accademia di Belle Arti. Svolge l'attività di docente a Forte dei Marmi. Successivamente si avvicina al mondo politico, militando inizialmente nel Partito Socialista Italiano e poi nei Democratici di Sinistra; è tra i soci fondatori del Partito Democratico. Oltre all'attività politica, si dedica alla pittura (esponendo pubblicamente nel 1971 a Pietrasanta e nel 1975 alla Galleria Vasari di Arezzo) e alla promozione di mostre d'arte a Milano, Monteriggioni, Lucca, Firenze (Consiglio Regionale della Toscana), Bruxelles (Parlamento Europeo), San Pietroburgo (Accademia di Belle Arti), Roma (Archivio Centrale dello Stato), Madrid (Cancelleria Consolare dell'Ambasciata d'Italia e Scuola Statale Italiana), Nizza (Teatro Garibaldi del Consolato Generale d'Italia), Atene (Istituto Italiano di Cultura di Atene), Camaiore (Museo d'Arte Sacra). Il 9 settembre 2014, a Pietrasanta, presenta e illustra il manifesto degli "Artisti della critica e narrazione visiva". 
Il 9 dicembre 2018 la GAMC "L. Viani" di Viareggio acquisisce e espone tre opere ("Trittico di Aylan") di Carli,  tenendo per l'occasione la conferenza sul tema "L'Arte Sociale"; è nuovamente a Roma nel 2019 con una mostra nei Musei di San Salvatore in Lauro nel Complesso Monumentale del Pio Sodalizio dei Piceni. Il 29 febbraio 2020, per la visita del Presidente della Repubblica Sergio Mattarella, espone nella Fabbrica dei Diritti a Sant'Anna di Stazzema una propria opera che interpreta la vicenda della strage del 12 agosto 1944. Tale opera del Carli, acquisita per donazione, sarà inserita nelle collezioni artistiche della Presidenza della Repubblica.
Il 2 ottobre 2020, nel complesso della Parrocchia di Santa Maria Incoronata a Milano viene collocata la sua opera, a carattere pittorico, "Sofferenza a Milano", quale rappresentazione simbolica dello strazio provocato dal coronavirus. Dal 3 al 12 settembre 2021, in collaborazione con il Comune di San Gimignano, allestisce, nella stessa città, una mostra personale nella Sala di Cultura di Palazzo Pratellesi, dal titolo "In cammino con speranza". Dal 28 aprile al 4 maggio 2022 tiene una mostra personale dal titolo "L'umanità attraversa le intemperie" all'Archivio di Stato di Venezia. In questa mostra viene presentato il trittico "Da Sant'Anna di Stazzema a Bucha" dello stesso C. Carli. Dal 15 luglio al 15 agosto 2022 nella Fabbrica dei Diritti del Parco Nazionale della Pace di Sant'Anna di Stazzema tiene la mostra personale "Da Sant'Anna di Stazzema a Bucha. L'umanità attraversa le intemperie". Il 25 aprile 2023 viene svelato il trittico in ceramica "Da Sant'Anna a Bucha" posto sulla facciata della Fabbrica dei Diritti a Sant'Anna di Stazzema - Parco Nazionale della Pace. Dal 20 luglio al 6 agosto 2023 allestisce la mostra personale dal titolo "Immagine sacre nella contemporaneità in dialogo con il Museo d'arte sacra di Camaiore" nell'omonimo museo. In Palazzo Ducale (Sala degli Staffieri e Galleria Ammannati) a Lucca, dal 2 al 19 settembre 2023 allestisce la mostra personale "Da Sant'Anna di Stazzema a Bucha - L'umanità attraversa le intemperie". Il 27 gennaio 2024, Giorno della Memoria, nel Museo Storico della Resistenza del Parco Nazionale della Pace di Sant'Anna di Stazzema, Carlo Carli presenta al Parlamento regionale degli studenti (Toscana) la propria opera Pace a Gerusalemme. Il 16 novembre 2024, a Pietrasanta (LU), in via Martiri di Sant'Anna,  viene svelato il trittico permanente in ceramica Donne di coraggio e di martirio dedicato alle tre donne medaglia d'oro per le azioni eroiche compiute nello svolgersi della strage nazifascista del 12 agosto 1944 a Sant'Anna di Stazzema. Nel complesso monumentale di Pieve a Elici (Massarosa - LU) dal 18 al 24 luglio 2025 allestisce la mostra L'ARTE COME MESSAGGIO DI PACE E FRATERNITA'".

## Attività politica, amministrativa, artistica
Iscrittosi al Partito Socialista Italiano nel 1970, assumerà successivamente l'incarico di segretario di sezione e quindi di segretario del comitato comunale di coordinamento del PSI di Pietrasanta (Lu). Carli il 30 novembre 1992 viene eletto Segretario provinciale della Federazione del PSI di Lucca. Ricoprirà tale incarico fino allo scioglimento del PSI avvenuto nel novembre del 1994. Dal 1978 al 1988, prima con il sindaco Rolando Cecchi Pandolfini e poi con il sindaco Moreno Giovannini, ricopre l'incarico di assessore al comune di Pietrasanta. Dopo i profondi mutamenti che coinvolsero il quadro politico, nel 1994 partecipa alla Federazione Laburista e, da qui, ai Democratici di Sinistra. Nel 2000 è tra i promotori, in base allo statuto dei D.S., della costituzione dell'Associazione di Tendenza Politica e Culturale denominata "Per il Socialismo Liberale e Riformista". Dell'Associazione, che assumerà il nome di "Socialisti liberali", Carlo Carli diverrà Presidente e in qualità di delegato parteciperà al IV Congresso Nazionale dei DS che si terrà a Firenze nell'aprile 2007 schierandosi con Fassino, a favore della formazione del Partito Democratico. Eletto alla Camera dei deputati nelle elezioni politiche del 1994 nel collegio di Viareggio con il simbolo dei Progressisti, è riconfermato nel 1996 e nel 2001 come candidato de l'Ulivo.
Nella XIII legislatura (fino all'aprile del 2000) è stato vicepresidente della X Commissione Permanente (Attività produttive, Commercio e Turismo) della Camera dei Deputati; ha inoltre ricoperto l'incarico di sottosegretario ai Beni e Attività Culturali nell'ambito del governo Amato II.
Durante il Governo Prodi II, con il Ministro Vannino Chiti, ricopre l'incarico di Capo della Segreteria Tecnica del Ministro per i rapporti con il Parlamento e le riforme istituzionali.
Nel 2005 partecipa come candidato a sindaco alle elezioni amministrative a Pietrasanta, sostenuto dal centro-sinistra. Carli perde con il 40%, contro il 60% del candidato del centro-destra Massimo Mallegni. Nel maggio 2010 il nuovo sindaco di Pietrasanta, Domenico Lombardi, nomina Carlo Carli Presidente della Fondazione Centro Arti Visive di Pietrasanta; ricoprirà tale incarico fino al 15 luglio 2013.
Il Ministro dell'Istruzione, dell'Università e della Ricerca, Francesco Profumo, con proprio decreto del 23 marzo 2012, lo nomina nel Consiglio di Amministrazione dell'Accademia di belle arti di Carrara; ricoprirà tale incarico fino allo scadere del mandato (28/12/2014).
Il 26 gennaio 2019, riconfermato il 28 maggio 2022 e riconfermato il 7 giugno 2025,  l'assemblea dei soci di E,S,S,I,A,-Associazione Nazionale per la Valorizzazione delle Scuole d'Arte, con sede nel Liceo Artistico di Porta Romana di Firenze, elegge, per acclamazione, Carlo Carli presidente.

## Onorificenze
Il Consiglio Comunale di Stazzema, il 21 luglio 2022, con voti unanimi, su proposta del sindaco Maurizio Verona, ha conferito a Carlo Carli la cittadinanza benemerita.

### Carlo Carli nei musei e spazi pubblici
- Museo dell'Accademia Russa di Belle Arti - San Pietroburgo

- Presidenza del Parlamento Europeo - Bruxelles

- Ambasciata d'Italia a Madrid

- Galleria di Arte Moderna e Contemporanea "L. Viani" - Viareggio

- Museo Storico della Resistenza - Parco Nazionale della Pace di Sant'Anna di Stazzema

- Museo d'Arte Sacra di Camaiore

- Collezioni Artistiche della Presidenza della Repubblica - Roma

- Collezione Arte Contemporanea della Camera dei Deputati

- Collezione Permanente di Arte Contemporanea dell'Archivio Centrale dello Stato

- Il 25 aprile 2023, con l'intervento delle autorità, a Sant'Anna di Stazzema, posto sulla facciata della Fabbrica dei Diritti, si inaugura il trittico in ceramica da "Sant'Anna a Bucha"  che rappresenta la tragedia delle vittime civili, pur in tempi lontani, tra la strage di Sant'Anna di Stazzema (agosto 1944) e Bucha (marzo 2022) in Ucraina.

- Consolato Generale d'Italia - San Pietroburgo

- Pietrasanta (LU - Italia)  - Il 16 novembre 2024, in via Martiri di Sant'Anna: Installazione permanente di tre pannelli di ceramica dal titolo "Donne di coraggio e martirio", Rappresentazione di tre azioni eroiche compiute da tre donne (medaglie d'oro) nel corso della strage nazifascista di Sant'Anna di Stazzema (12 agosto 1944).

- Pietrasanta, 16 dicembre 2024: si rileva che il pannello di Carlo Carli in ceramica, con la rappresentazione eroica di Genny Bibolotti Marsili, è stato sfregiato e oltraggiato; il 2 aprile 2025 il pannello viene riposizionato e restaurato mantenendo volutamente i segni dell'oltraggio quale espressione di volontà di pace e di speranza per la convivenza civile tra le persone e i popoli.
- Complesso monumentale di Pieve a Elici ( Massarosa - LU) l'opera a carattere pittorico su tela dal titolo "In ricordo di Papa Francesco nel valore della Misericordia"